# Історія екології
Етапи становлення та розвитку екології

## Перший етап
Відображає примітивні знання, що накопичувалися людьми, зокрема первісними, в процесі тісного спілкування з природою та ведення натурального господарства. Розпочався за багато століть до нової ери і завершився в перші століття до нової ери!
Про те, що різні види тварин пов'язані з певними умовами, що їх чисельність залежить від урожаю насіння і плодів, якими вони харчуються, напевно знали древні мисливці вже 100—150 тис. років тому. Про залежність рослин від зовнішніх умов добре знали і перші землероби за багато століть до нової ери (10-15 тис. років тому). Сівозміну сільськогосподарських культур застосовували в Єгипті, Китаї та Індії 5 тисячоліть тому. Складна і екологічно вивірена система землеробства була в індіанців майя в стародавній Америці. Елементи екології відображені в епічних творах і легендах: в давньоіндійському епосі «Махабхарта» (VI—II ст. до н. е.; відомості про звички та спосіб життя 50 тварин), в рукописних книгах Китаю й Вавилону (терміни посіву та збору диких і культурних рослин, способи обробки землі, види птахів і звірів).

## Другий етап

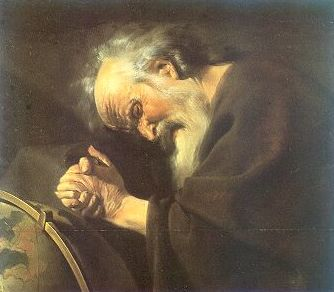
Геракліт

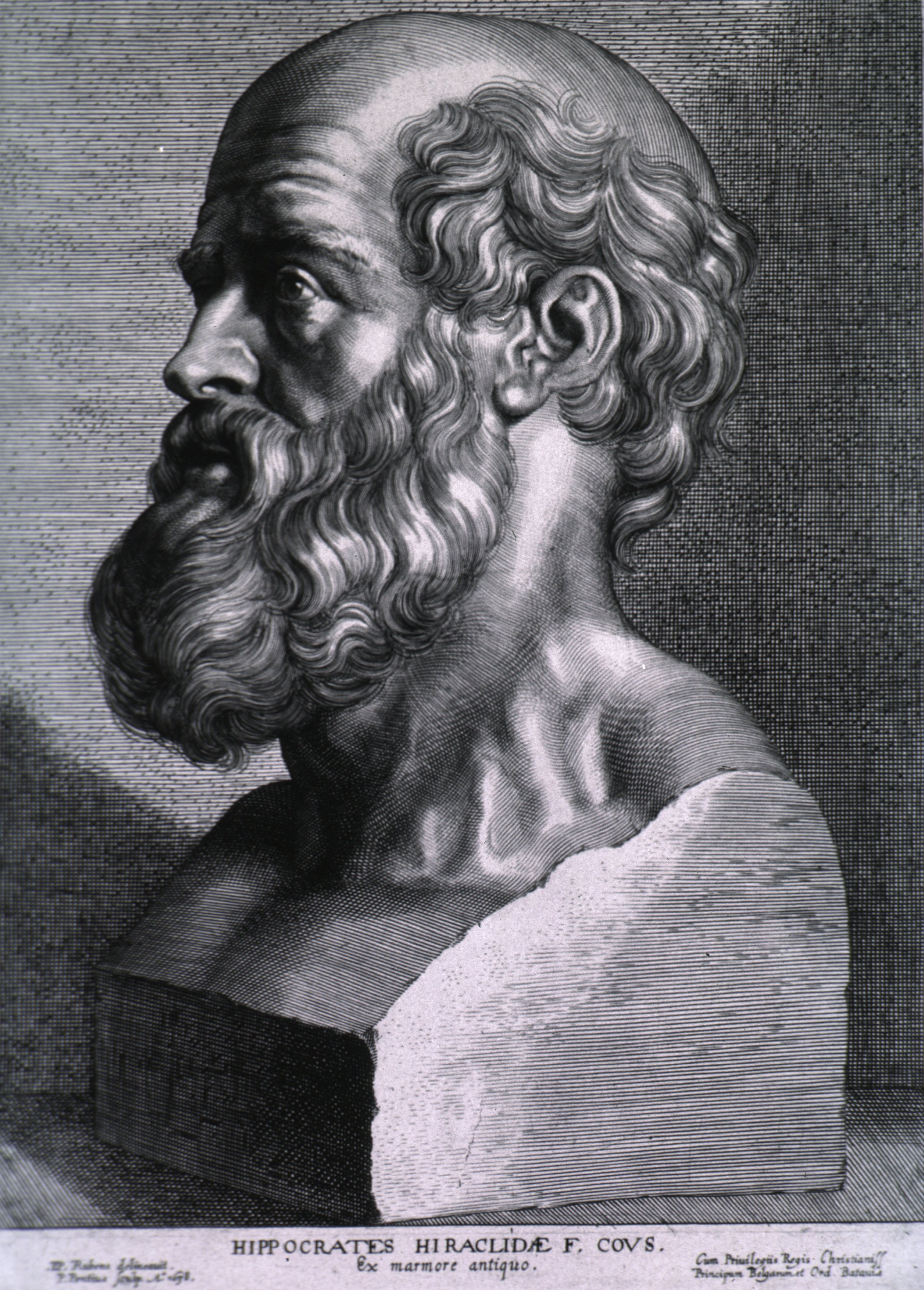
Гіпократ

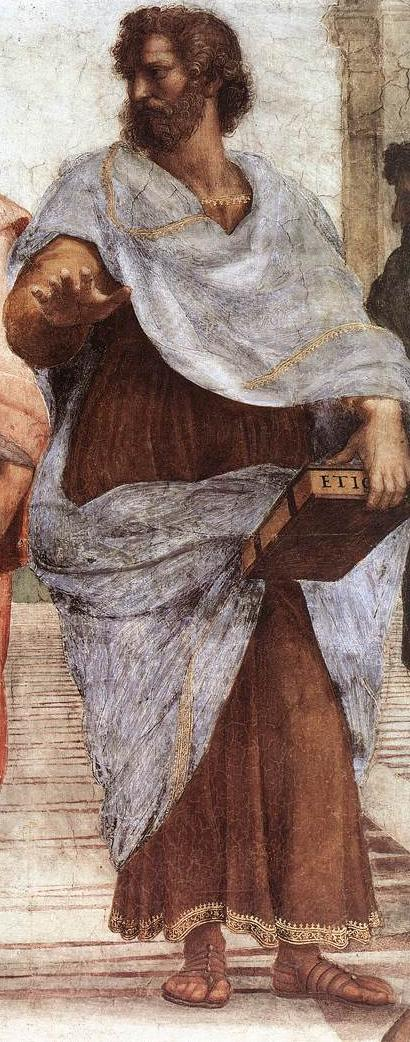
Аристотель

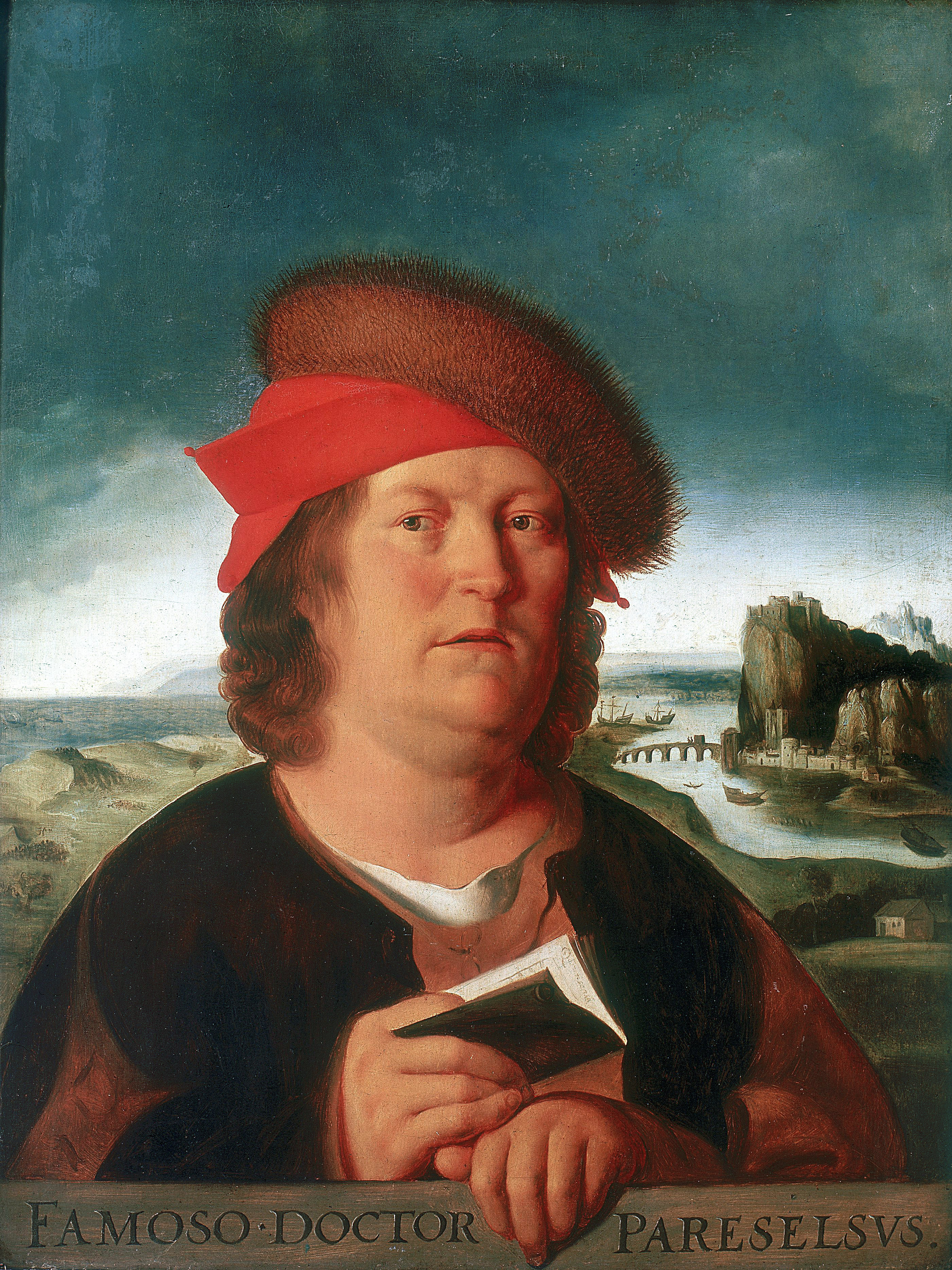
Парацельс

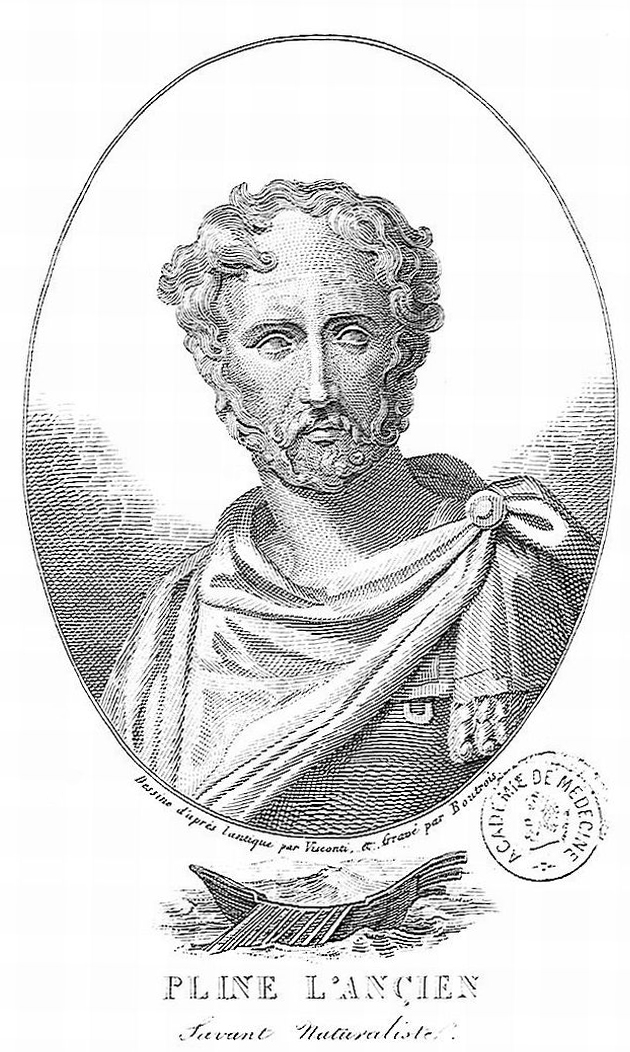
Пліній Старший

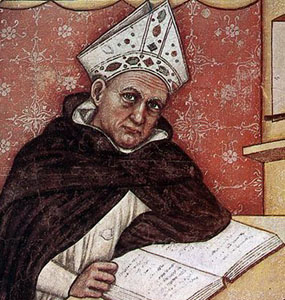
Альберт Великий

Накопичення фактичного матеріалу, але вже античними вченими, середньовічний застій. Період: I—III століття до н. е. — XIV століття н. е.
Стародавня Греція: Геракліт — 530—470 років до н. е., Гіппократ — 460—370 років до н. е. Аристотель (384—322 років до н. е.) створив Ліцей (школу) і при ньому сад. В «Історії тварин» він описав понад 500 видів тварин, класифікуючи їх за способом життя.
Його учень, друг і наступник Теофраст (Парацельс, він же Тіртей, 287—372) описав 500 видів рослин. Найголовнішими роботами різнобічного вченого (його праці: «Про каміння», «Про вогонь», «Про смаки», «Про втому», «Про прикмети погоди», «Характери», «Підручник риторики» та ін.) і філософа стали «Дослідження про ботаніку» в 9 книгах: 1 — про частини і морфологію рослин, 2 — догляд за садовими деревами, 3 — опис лісових дерев, 4 — опис заморських рослин та їх хвороб, 5 — про ліс та його користь, 6 — про чагарники і квіти, 7 — про городні рослини і догляд за ними, 8 — про злаки, бобові і про рільництво, 9 — про лікарські трави. Теофраст зробив ботаніку самостійною наукою, відокремивши її від зоології. Тому його і називають батьком ботаніки.
Давньогрецькі філософи багато в чому ототожнювали рослини і тварин, вважали, що рослини можуть радіти і засмучуватися, органи тварин ототожнювали з органами рослин: коріння — рот і голова, стебла — ноги й живіт, і т. д. Мріяли виростити в колбі живу істоту (гомункулус).
Але Теофраст був не тільки батьком ботаніки. Велику увагу в своїх працях він приділяв впливу зовнішнього середовища на живі організми, і саме він вперше розділив покритонасінні рослини на життєві форми: дерева, чагарники, напівчагарники і трави, з урахуванням залежності від ґрунту і клімату. Помер він у віці 83 років, маючи ясний розум і пам'ять. Його останні слова: «Ми вмираємо тоді, коли починаємо жити!».
Стародавній Рим: Пліній старший (23-79 років н. е.) у своїй багатотомній «Філософії природи» багато явищ природи розглядав зі справді екологічних позицій. Стародавні вчені замислювалися про те, про що замислюємося і ми з вами.
В середні віки в Європі стався відкат людської думки далеко назад, церква на кілька століть стала гальмом розвитку всіх природних наук. Зв'язок будови організмів з середовищем цілком приписувалася волі бога. Наукові відомості містяться в одиничних роботах (багатотомний твір Вінсента із Бове (XIII століття) «Зерцало великое» (Speculum majus), «Повчання Володимира Мономаха» (XI), «Про повчання і подібність речей» домініканського монаха Іоанна Сієнського (XIV)) і мають прикладний характер; полягають в описі цілющих трав, культивованих рослин і тварин. Відомі вчені цього періоду: Разес (850—923), Авіценна (980—1037). Але вже в пізнє середньовіччя стали з'явилися нові віяння в науці — Зачатки екології. Альберт Великий (Альберт фон Больштедт, ~ 1193—1280 рр.) в працях про рослини надає великого значення умовам зростання, зокрема світловому фактору — «сонячному теплу», розглядає причини «зимового сну». З'явилася інформація про далекі країни (Марко Поло (XIII століття), Афанасій Нікітін (XV століття) і його відоме «Ходіння за три моря»).

## Третій етап
Продовження збору і перші спроби систематизації колосального фактичного матеріалу, накопиченого з початком великих географічних відкриттів і колонізацією нових країн — в епоху Відродження. Період: з XIV по XVIII століття включно.

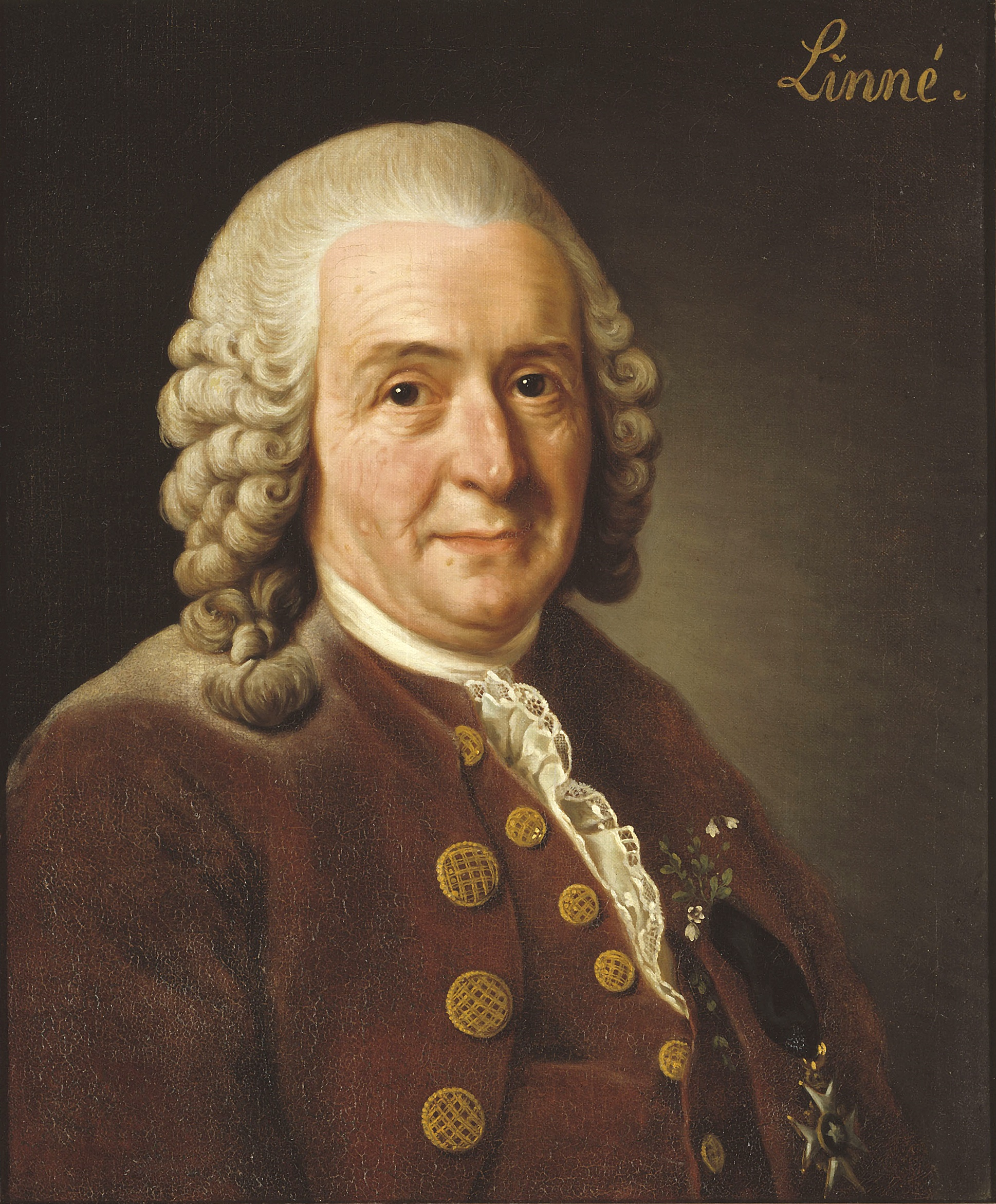
Карл Лінней

Опис і систематизація колосального фактичного матеріалу після середньовічного застою — почався з великими географічними відкриттями XIV і XVI століть і колонізацією нових країн — з епохою Відродження.
Нова географічна та біологічна інформація, отримана в експедиціях, змусила переосмислити багато релігійних догматів. Вона не вміщувалася в тій системі світу, яку проповідувала християнська релігія. Мандрівники з далеких країн привозили невідомих тварин і насіння невідомих рослин. Щоб розібратися у всьому різноманітті форм живих істот, необхідно було створити таксономічну систему і, таким чином, осмислити це розмаїття. І таке осмислення відбулося. У першій половині XVIII століття Карл Лінней створив таксономічну систему тварин і рослин, якою ботаніки користуються і понині.
Заслуги цього вченого перед світом настільки великі, що на їх перерахування не вистачить і цілої лекції. Його вважають реформатором ботаніки. Крім бінарної номенклатури він розробив термінологію, ввівши в систематику понад 1000 термінів для різних органів рослин та їх частин. Лінней багато подорожував по різних країнах, сам відкрив і описав понад 1500 видів. Головна праця К. Ліннея — «Види рослин» вийшла в світ в 1753 р., в ній наведено всі відомі йому рослини; описи короткі й точні. Ботанічний «хаос» був приведений в систему! І саме з цього часу ведеться відлік при встановленні першості в назвах окремих видів. В основу даної роботи Лінней поклав свої дані і всі доступні йому гербарні зразки та публікації інших авторів. Крім флори, він прекрасно знав фауну («Фауна Швеції» 1746 р.), ґрунти, мінерали, людські раси, хвороби (Лінней був першокласним лікарем), відкрив цілющі й отруйні властивості багатьох рослин.
Сучасники знали його і як дотепну, веселу людину. Так, на честь 3 братів Коммелінов, двоє з яких були відомими ботаніками, а третій — нічим не примітний чоловік, він назвав рід Коммеліна, у квіток якої 3 тичинки: дві довгі і одна коротка. В. Л. Комаров сказав про К. Ліннея: «Поки не стерта з лиця Землі цивілізація, ім'я Ліннея буде жити». Слова пророчі. Ім'я Ліннея носять понад 20 товариств, два міста і гора в США, острова поблизу Гренландії, вулиці і площі в європейських містах та ін. географічні об'єкти. На честь К. Ліннея названий рід — Ліннея з єдиним видом — "Л. північна ".
Вже перші систематики: А. Цезальпін (1509—1603), Д. Рей (1623—1705), Ж. Турнефор (1656—1708), відзначали залежність рослин від умов середовища і місць зростання. Жорж Леклерк Бюффон (1707—1788) в «Природній історії» (не проводячи дослідів!) писав про вплив клімату на тваринні організми, Жан Батист Ламарк (1744—1829) відкрив еволюцію життя. Ламарк був послідовником К. Ліннея і склав класифікацію тварин («Філософія зоології»), що відображає походження — еволюцію, тварин, вибравши як ознаки внутрішню будову (відділив безхребетних від хребетних) і будову нервової системи (бездушні — інфузорії і поліпи, які відчувають — всі інші безхребетні, і розумні — хребетні). У його класифікації інфузорії зайняли найнижче місце (Лінней же не знав, куди їх помістити). Ламарк вважається попередником Ч. Дарвіна — звертаючи увагу на роль зовнішніх умов у формуванні будови тварин (жираф — довга шия, щоб діставати листя дерев, качка — перетинки, щоб плавати, кріт — передні лапи-лопати, щоб рити, а очі атрофувалися — не потрібні) і рослин, він відкрив еволюцію життя. Альфонс де Кандоль (1806—1895) в «Ботанічній географії» описував вплив абіотичних факторів на рослинні організми.
Відомий англійський хімік Р. Бойль (1627—1691) поставив перший екологічний експеримент з впливу низького атмосферного тиску на розвиток тварин, а Ф. Реді експериментально довів, що самозародження складних тварин неможливе. Антоні ван Левенгук, який винайшов мікроскоп, був першим у вивченні трофічних ланцюгів і регуляції чисельності організмів.
Великий внесок у розвиток екологічних уявлень в цей час внесли і російські вчені такі як М. В. Ломоносов (1711—1765), його сподвижник С. П. Крашенінников (1711—1755), П. С. Паллас (1741—1811), І. І. Лєпєхін (1740—1802). І це не випадково, адже Росія в XVII столітті сильно розширила свої межі, вийшовши своїми східними рубежами на узбережжя Тихого океану.
Петро Симон Паллас в роботі «Зоогеографія» описав спосіб життя 151 ссавців і 426 видів птахів і його вважають одним із засновників «екології тварин». У 20 років він захистив видатну на ті часи докторську дисертацію по гельмінтів. Його запросили до Петербурга, і він відразу ж — в 26 років, став академіком. Німець за походженням, він понад 40 років присвятив російській науці, проводячи по декілька років в польових експедиціях (міста Чита, Іркутськ, Красноярськ, Тамбов, озера Ельтон і Баскунчак, Крим). Основною спеціальністю Палласа була зоологія. Він видав кілька монографій про ссавців, птахів, комах. При цьому він мав великі знання в багатьох науках (сільське госп-во, медицина, мінералогія (на Єнісеї відкрив «Паласів метеорит»), палеонтологія (досліджував викопні рештки буйвола, мамонта, носорога), археологія, етнографія, філологія тощо), особливо в ботаніці. Він задумав видати багатотомне зведення російської флори з повним описом і малюнками всіх рослин, але підготувати встиг тільки 2 томи. Опублікував близько 170 робіт. На честь Палласа названий вулкан на Курильських островах, риф у Новій Гвінеї, безліч видів тварин. На Далекому Сході ім'я Палласа носять желтушник, митник, жовтець і аянія.
Подібний шлях у науці пройшов і Степан Петрович Крашенінніков. Після 9-річної експедиції на Камчатку він опублікував «Опис землі Камчатки», який увійшов в золотий фонд природно-історичної літератури.
М. В. Ломоносов розглядав вплив середовища на організм. Він у роботі «Про шари земні» (1763) писав, що «… даремно багато хто думає, що все, що ми бачимо, спочатку створено творцем …». За рештками вимерлих тварин (молюсків і комах) Ломоносов реконструював умови їх існування в минулому і спростував теорію катастроф Ж. Кюв'є. (Релігійний Кюв'є вважав, що зникнення одних видів (мамонти, палеотерій тощо) і поява інших (корови, коні) на тій же території пояснюється різкою зміною умов життя і переселенням тварин із сусідніх районів, які не зазнали катастроф).
Російський маловідомий вчений А. А. Каверзнєв (роки життя невідомі) видав у 1775 р. книгу «Про переродження тварин», в якій з екологічних позицій розглядав питання про зміни тварин і зробив висновок про їх єдине походження. Інший російський дослідник — перший агроном Росії, А. Т. Болотов (1738—1833), вивчаючи вплив мінеральних солей на молоді яблуні, розробив класифікацію середовищ існування рослин.
Таким чином, до кінця XVIII ст., у міру все більшого накопичення екологічних знань, у натуралістів почав складатися особливий підхід до вивчення явищ природи, який враховує залежність зміни організмів від навколишніх умов. Але екологічних ідей як таких ще немає. Є тільки їх передумова.

## Четвертий етап

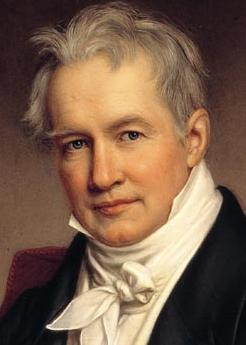
Олександр фон Гумбольдт

Період: кінець XVIII — початок XIX століття.
Цей етап пов'язаний з великими ботаніко-географічними дослідженнями, що сприяли подальшому розвитку екологічного мислення. На початку XIX ст. виділяються в самостійні галузі екологія рослин і екологія тварин. Вчені цього часу аналізували закономірності організмів і середовища, взаємовідносини між організмами, призвичаюваність і пристосованність. Величезну роль у розвитку екологічних ідей зіграв німецький вчений О. Гумбольдт (1769—1859), що заклав основи біогеографії. У книзі «Ідеї географії рослин» (1807) він ввів ряд наукових понять, які використовуються екологами і сьогодні (екобіоморфа рослин, асоціація видів, формація рослинності та ін.).
З'явилися роботи, в яких автори розуміють місце існування, як сукупність діючих екологічних факторів. У 1832 р. О. Декандоль обґрунтував необхідність виділення нової галузі наук «Епірреалогії». Він писав: "… Рослини не вибирають умови середовища, вони їх витримують або вмирають. Кожен вид, що живе в певній місцевості, за певних умов представляє як би фізіологічний досвід, демонструє нам спосіб впливу теплоти, світла, вологості і настільки різноманітні модифікації цих факторів … ".

## П'ятий етап
Становлення еволюційної екології, поглиблення екологічних досліджень, початок вивчення взаємозв'язків. Період: з початку XIX століття до другої половини (1866 р.) XIX століття.

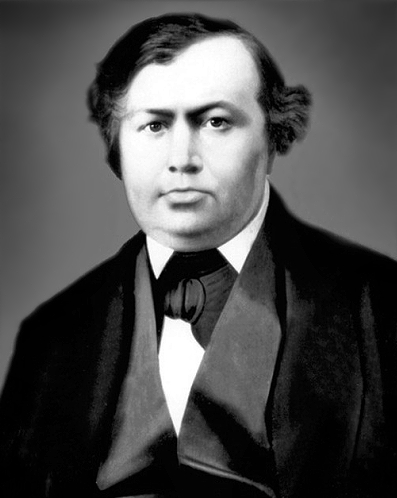
Карл Францович Рульє

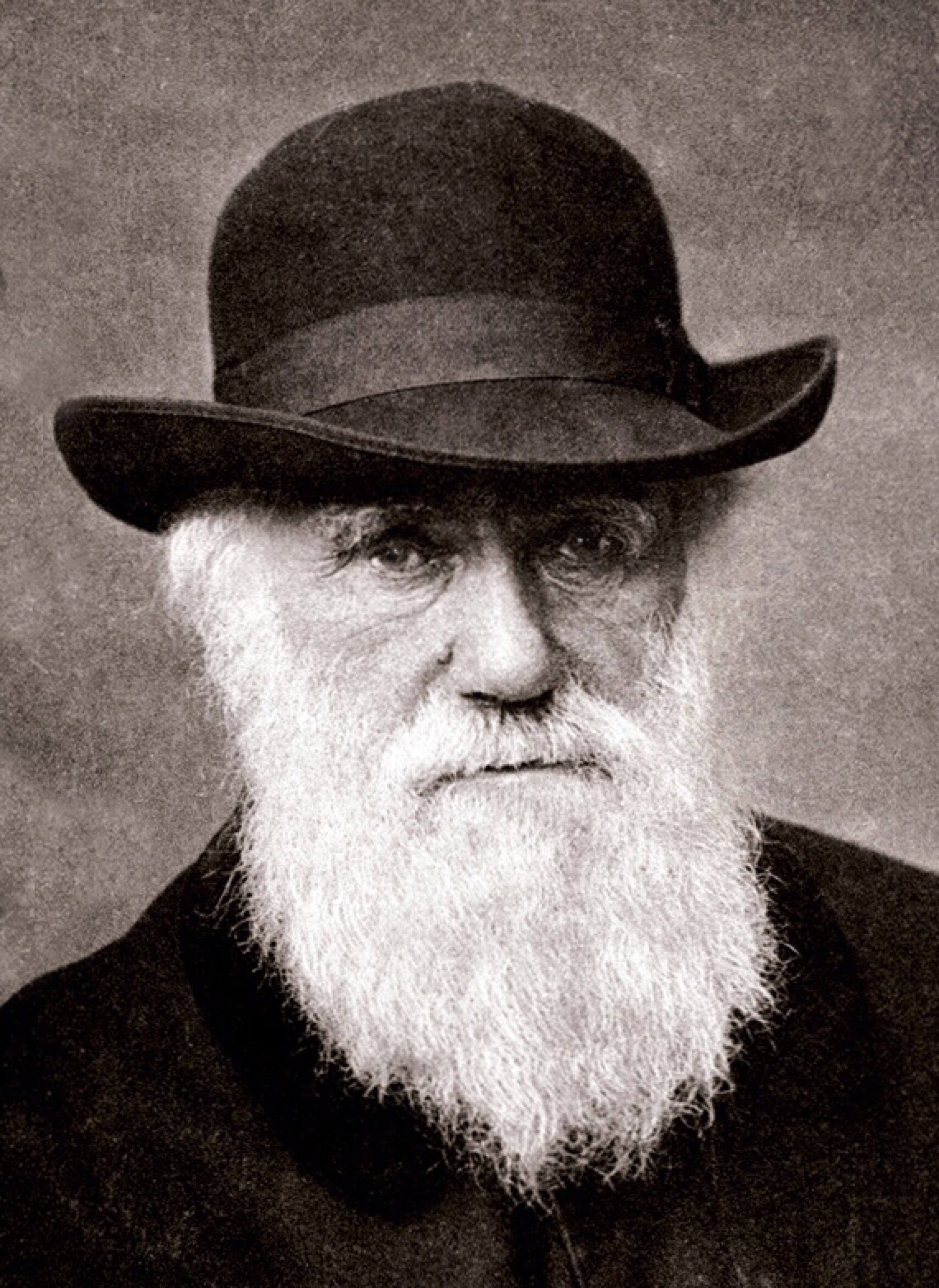
Чарлз Дарвін

Професор Московського університету Карл Францович Рульє (1814—1858) чітко сформулював думку про те, що розвиток органічного світу зумовлений впливом мінливого зовнішнього середовища: "… Жодна органічна істота не живе сама по собі, кожна викликається до життя і живе лише доти, доки знаходиться у взаємодії з відносно зовнішнім для нього світом. Це закон спілкування або подвійності життєвих начал, що показує, що кожна істота отримує можливість до життя частково від себе, а почасти з зовнішності … ". Вважається, що К. Ф. Рульє в своїх працях (160 робіт) заклав основи екології тварин, поставив проблеми адаптації, міграції, мінливості, ввів поняття «стація». Він ближче всіх підійшов до еволюційної теорії Дарвіна, але прожив всього 44 роки … Його ідеї розвинув учень М. О. Сєвєрцев (1827—1885), який опублікував в 1855 р. роботу «Періодичні явища в житті звірів, птахів і плазунів Воронезької губернії». Значимість цієї магістерської дисертації М. О. Сєвєрцева для науки можна оцінити тим, що через 100 років у 1950 р. цю роботу було перевидано, і вона не втратила свого значення і сьогодні.
Найважливішою віхою у розвитку екологічних уявлень про природу став вихід в світ знаменитої книги Ч. Дарвіна (1809—1882) про походження видів шляхом природного добору, жорсткої конкуренції.
Це велике відкриття в біології стало потужним поштовхом для розвитку екологічних ідей. У Дарвіна було багато послідовників. Один з них — німецький зоолог Ернст Геккель (1834—1919). «Я доведу!» — девіз Е. Геккеля. У 8 років він прочитав Робінзона Крузо, довго марив дикунами, пригодами. Пробивний, який мріяв і добився світової слави, він домігся відкриття філогенетичного факультету в Йєнському університеті, багато років успішно вивчав радіолярій, прекрасно малював, але міг робити висновки, не підкріплені фактами і тому помилкові. Геккелем було придумано багато різних термінів для класифікації відділів наук; багато років він шукав одноклітинний організм, який дав початок всьому живому; шукав загальний закон, який би пояснив всі явища. Незабаром після виходу в світ вчення Ч. Дарвіна — в 1866 р. він запропонував термін для нової науки — «екологія», який згодом отримав загальне визнання.
Саме 1866 рік слід вважати роком народження екології. Наприкінці XIX ст. вона являла собою науку про адаптацію організмів до кліматичних умов, але лише через 100 років перетворилася на цілий світогляд — загальну екологію. У 1895 р. данський вчений Е. Вармінг (1841—1924) ввів термін «екологія» в ботаніку для позначення самостійної наукової дисципліни — екології рослин.
Таким чином, загальним для періоду наївною екології, що тривав з початку розвитку цивілізації до 1866 р., є накопичення та опис колосального фактичного матеріалу і відсутність системного підходу в його аналізі.

## Шостий етап

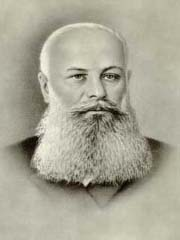
Василь Васильович Докучаєв

Визначення поняття «екологія», домінування досліджень аутекологічного напрямку — вивчення природних сукупностей видів, які безперервно перебудовуються стосовно до зміни факторів середовища, тобто факторіальної аутекології. М. С. Гіляров називав цей етап часом факторіального редукціонізму. Період: з другої половини (1866 р.) XIX до середини (1936 р.) XX століття.
Теорія Ч. Дарвіна дала великий поштовх розвитку аутекологічного напрямку — вивчення природної сукупності видів, що безперервно перебудовується стосовно зміни умов середовища, який з другої половини середини XIX і до середини XX століття був панівним.
Одночасно стали проводитися дослідження надорганізменних біологічних систем. Цьому сприяло формування концепції біоценозів, як багатовидових угруповань. У 1877 р. німецький гідробіолог К. Мебіус (1825—1908) на основі вивчення вустричних банок в Північному морі розробив учення про біоценози, як угруповання організмів, які через середовище проживання найтіснішим чином пов'язані один з одним. Саме його праця «Вустриці і вустричне господарство» поклала початок біоценологічним — екосистемним, дослідженням, які надалі збагатилися методами обліку кількісних співвідношень організмів. Термін «біоценоз» широко використовується сучасними вченими. Вчення про рослинні угруповання, завдяки працям С. І. Коржинського (1861—1900) і Й. К. Пачоського (1864—1942) виділилося в фітосоціологію, або фітоценологію, пізніше в геоботаніку. Виключно великі заслуги В. В. Докучаєва (1846—1903). Він створив вчення про природні зони і вчення про ґрунт, як особливе біокосне тіло (систему). Показав, що ґрунт — це невід'ємний компонент практично всіх екосистем суші нашої планети. Теоретичні розробки В. В. Докучаєва («Вчення про зони природи») поклали початок розвитку геоботаніки і ландшафтної екології. Ідея В. В. Докучаєва про необхідність вивчення не окремих компонентів біоценозів, а зв'язків, що існують між тілами, явищами і середовищем (водою, землею), між мертвою і живою природою, між рослинами, тваринами і мінеральним «царством», тобто закономірностей функціонування природних комплексів, отримала розвиток в «Ученні про ліс» Георгія Федоровича Морозова (1867—1920). Г. Ф. Морозов дав перше наукове визначення лісу, як географічного чинника — глобального акумулятора сонячної енергії, що впливає на клімат, ґрунти, на рівень кисневого та вуглецевого балансу планети і регіонів.
Особливо широко дослідження надорганізменного рівня стали розвиватися з початку XX століття. Повсюдно стали створюватися різні наукові товариства та школи: ботаніків, фітоценологів, гідробіологів, зоологів і т. д., випускатися журнали.
- 1916 р. — Ф. Клементс показав адаптивність біоценозів і адаптивний зміст цього,
- 1925 р. — А. Тінеманн ввів поняття «продукція»,
- 1927 р. — Ч. Елтон виділив своєрідність біоценотичних процесів, ввів поняття екологічна ніша, сформулював правило екологічних пірамід.

До 30-х років XX століття були створені різні системи класифікації рослинності на основі морфологічних, еколого-морфологічних та динамічних характеристик фітоценозів (Х. Раункієр — Данія, Г. Ді Рює — Швеція, Ж. Браун-Бланке — Швейцарія); вивчалися структура, продуктивність біоценозів, отримані дані щодо екологічних індикаторів (В. В. Альохін, Б. О. Келлер, О. П. Шенніков).
У підручнику з екології Ч. Елтона вперше чітко виділено напрямок популяційної екології. Великий внесок у цю галузь внесли:
- Є. М. Синська (екологічний та географічний поліморфізм видів рослин),
- І. Г. Серебряков (нова класифікація життєвих форм рослин),
- Л. Г. Раменський (закон індивідуальності видів і теорія екологічного континууму),
- М. С. Гіляров (ґрунт — перехідне середовище в завоюванні членистоногими суші),
- С. С. Шварц (еволюційна екологія — палеекологія), та ін.

У 1926 р. було опубліковано книгу В. І. Вернадського «Біосфера», в якій вперше показано планетарну роль біосфери, як сукупності всіх видів живих організмів. У 30-40-ві роки підготовлено нові узагальнення з екології тварин (К. Фредерікс — 1930 р., Ф. Болденгеймер — 1938). В цей же час вийшло багато монографій і навчальних посібників з географії рослин, екології тварин і рослин.

## Сьомий етап
Відображає новий — системний підхід до досліджень природних систем, формування загальної екології, як самостійної фундаментальної біологічної науки, домінування синекологічного напрямку — вивчення процесів матеріально-енергетичного обміну, розвиток кількісних методів та математичного моделювання. Період: 40-70 рр. XX століття. Специфіка цього етапу — думка про примат конкурентних відносин в біоценозах і приниження значущості еволюційних факторів, панування парадигми дискретності.
Сьомий етап відображає новий підхід до досліджень природних систем — в його основу покладено вивчення процесів матеріально-енергетичного обміну, формування загальної екології, як самостійної науки. Г. Ф. Гаузе на початку 40-х років минулого століття проголосив принцип конкурентного виключення, вказавши на важливість трофічних зв'язків, як основного шляху для потоків енергії через природні системи. Слідом за Гаузе, в 1935 р. англійський ботанік А.Дж. Тенслі ввів поняття екосистеми, і цей рік прийнято вважати роком народження загальної екології як науки, об'єктом якої є не тільки окремі види і популяції видів, а й екосистеми, в яких біоценози розглядаються з біотопами, як єдине ціле.
У загальній екології з цього часу чітко виділилися два напрямки — аутекологія і синекологія. В фітоценології загальне визнання отримала парадигма дискретності рослинного покриву, що пояснюється прагненням до класифікаційних робіт.
Майже одночасно з А. Тенслі, В. М. Сукачов в 1942 р., слідуючи Г. Ф. Морозову, розробив систему понять про лісовий біогеоценоз, як про природну систему, однорідну за всіма параметрами (рослинним покривом, світом тварин і мікроорганізмів, поверхневою гірською породою, гідрологічними, ґрунтовими, мікрокліматичними умовами, за типом взаємодій, обміном речовиною і енергією між його компонентами і між ними та іншими явищами природи).
Біогеоценоз В. М. Сукачова — практично повний аналог екосистеми А. Тенслі. Головне в його уявленнях — загальна ідея про єдність живої і неживої природи, спільності кругообігу речовин і перетвореннях енергії, які можна виразити через об'єктивні кількісні характеристики. У тому ж 1942 р. американським вченим Р. Ліндеманом були запропоновані основні методи розрахунку енергетичного балансу екологічних систем. З цього часу екосистемні дослідження є одними з основних напрямів в екології, а кількісні визначення функцій екосистем та їх компонентів (запаси і фракційна структура рослинної маси, пули вуглецю та ін. хімічних елементів, параметри трофічних ланцюгів тощо) є одним з основних методів, що дають можливість прогнозувати і моделювати біологічні процеси. Останнє, в свою чергу, вилилося в теоретичну, або кількісну, екологію, яка стає все більш затребуваною (вивчення динаміки екосистем, їх продуктивності, моделювання екологічних процесів виключно важливі для екологічних прогнозів, розробки природоохоронних заходів, профілактики епідемічних ситуацій та ін.). Співпраця по міжнародних екологічних програмах МАБ і ЧиБ (Людина і біосфера).

## Восьмий етап
«Екологізація» науки; становлення екологічних наук, що враховують діяльність людини, тобто соціальної та політичної спрямованості. Зростання інтересу до вивчення популяцій (демекологія), динаміки формування біогеоценозів в зв'язку з антропогенними порушеннями. Велика увага приділяється стаціонарним дослідженням. Основна методологія — системний аналіз. Один з головних напрямків — тривалий екологічний моніторинг різних рівнів (наземний, регіональний, глобальний і др.). Період: з 80-х років XX століття по теперішній час. Специфіка — відмова від примату конкурентних взаємовідносин в ценозі; в фітоценології зміна парадигми дискретності на парадигму континуальності; розвиток методів і теорії екологічного моніторингу.
В останнє десятиліття відбулося об'єднання ряду тенденцій останніх періодів. Вченими визнається як континуальність, так і дискретність рослинного покриву — в природі є і те і це, формується нова парадигма — біологічного різноманіття.
У сучасній біосфері одним з найбільш значущих чинників, що визначають її стан, стала діяльність людини. Виникаючі у зв'язку з цим проблеми виходять за рамки екології як біологічної науки, набувають спрямований соціальний і політичний характер (рух «зелених», боротьба за охорону природи, постановка екологічних питань в порядок денний політичних організацій тощо). Рішення їх повинно включати всі природні науки вкупі з господарсько-економічними, соціальними, політичними аспектами, що входить в завдання соціальної екології, в якій особливе положення займає екологія людини (медико-біологічний і соціальний підходи).
Російський вчений-теоретик М. Ф. Реймерс (1931—1993) загальну екологію уявив, як вершину природознавства — мегаекологію, навколо якої концентруються інші наукові дисципліни, пов'язані з актуальними проблемами цивілізації і загрозою екологічної кризи. Інший російський вчений — М. М. Моїсеєв (1917—2000), фахівець в області системного аналізу, моделювання та прогнозування, математик зі світовим ім'ям вважає, що подальший розвиток цивілізації має відбуватися через коеволюцію (спільну еволюцію) людського суспільства і біосфери — до ноосфери.
Особливу і найважливішу роль в становленні і розвитку екології відіграв Володимир Іванович Вернадський — творець вчення про біосферу, набагато випередив свій час. Відкриття біосфери В. І. Вернадським на початку XX століття належить до найбільших наукових відкриттів людства, порівнянним з теорією видоутворення, законом збереження енергії, загальною теорією відносності, відкриттям спадкового коду у живих організмів і теорією Всесвіту. В. І. Вернадський довів, що життя на землі — явище планетарне і космічне, що біосфера — це добре відрегульована за багато сотень мільйонів років еволюції загальнопланетарна речовинно-енергетична (біогеохімічна) система, що забезпечує біологічний кругообіг хімічних елементів і еволюцію всіх живих організмів, включаючи і людину. Не тільки складом атмосфери та гідросфери зобов'язані ми роботі біосфери, але і сама земна кора — це продукт біосфери.
Крім уже згаданих вище імен, становлення екології в першій половині і в середині XX століття в СРСР було пов'язано з іменами: Б. Г. Іоганзена, Г. А. Вікторова, В. М. Бєклемішева, П. Д. Ярошенка, В. Г. Карпова, Г. І. Поплавського, Т. А. Работнова, В. Д. Александрової, Б. А. Тихомирова, В. І. Василевича, Є. М. Лавренка, В. Б. Сочави та ін.
Із закордонних вчених XX століття слід виділити наступних: А. Пірса, В. Шелфорда, В. Мак-Дуголла, Ю. Одума, Е. Піанку, Р. Ріклефса, Р. Макартура та ін. Багато хто з перерахованих дослідників є авторами монографій, підручників та навчальних посібників.